# Guri Ingebrigtsen
Guri Ingebrigtsen (* 19. Mai 1952 in Værøy; † 5. Januar 2020) war eine norwegische Politikerin der sozialdemokratischen Arbeiderpartiet (Ap). Sie war die Sozialministerin in der Regierung Jens Stoltenberg I.

## Leben
Ingebrigtsen ist die Tochter des Ingenieurs Gunvald Ingebrigtsen und der Hausfrau Helene Tennes. Nach ihrem Schulabschluss 1972 arbeitete sie bis 1974 als Lehrerin und danach bis 1975 als Pflegehilfe in einem Krankenhaus. Von 1975 bis 1976 studierte sie Kriminologie an der Universität Oslo. Im Anschluss studierte sie bis 1982 Medizin. Ab 1983 arbeitete sie als Ärztin in verschiedenen Positionen. So war sie etwa auch 1986 im Einsatz in Afghanistan als Medizinerin beteiligt. In der Zeit von 1987 bis 1996 war sie als Forscherin an der Universität Oslo tätig. 
Ingebrigtsen war von 1995 bis 2000 sowie von 2003 bis 2007 Mitglied im Kommunalparlament von Vestvågøy. In der Periode von 1999 bis 2000 war sie dabei die Bürgermeisterin der Gemeinde.
In der Zeit zwischen Februar 1996 und Oktober 1997 war sie als politische Beraterin für soziale Themen im Ministerium für Soziales und Gesundheit tätig. Am 17. März 2000 wurde sie zur Sozialministerin unter Jens Stoltenberg ernannt. Sie übte dieses Amt bis zum Ende der Regierung im Oktober 2001 aus.
Im Jahr 2011 wurde bei Ingebrigtsen eine nicht heilbare Krebserkrankung diagnostiziert, die sie auch in der Öffentlichkeit diskutierte. Anfang Januar 2020 erlag sie der Krankheit.